# 比利亞埃爾莫薩 (托利馬省)
比利亞埃爾莫薩是哥倫比亞的城鎮，位於該國中西部，由托利馬省負責管轄，始建於1863年，面積188平方公里，海拔高度2,153米，2005年人口10,919，人口密度每平方公里58.08人。
5°00′N 75°10′W / 5.000°N 75.167°W